# مركب صوديوم عضوي

مركب حلقي بنتاديينيد الصوديوم هو مثال على مركبات الصوديوم العضوية

مركبات الصوديوم العضوية هي مركبات عضوية فلزية تحوي في تركيبها على ذرة كربون مرتبطة كيميائياً بذرة صوديوم.
من أكثر مركبات الصوديوم العضوية شهرة وأهمية تجارية مركب حلقي بنتاديينيد الصوديوم على سبيل المثال.

## الخواص
تتميز المركبات العضوية الفلزية للمجموعة الأولى، وهي مجموعة الفلزات القلوية، أنها ذات قطبية كيميائية ذات صفة نكليوفيلية (محبة للنوى) على ذرة الكربون. تنشأ هذه القطبية من الفرق في الكهرسلبية بين ذرة الكربون وذرة الفلز القلوي الموافق، وهي 0.98 في الليثيوم، و 0.93 في الصوديوم، و 0.82 في البوتاسيوم، و 0.82 في الروبيديوم، و 0.79 في السيزيوم.
يمكن التقليل من الصفة الكربأنيونية لمركبات الصوديوم العضوية بالتثبيت الرنيني، كما هو الحال في مركب Ph3CNa على سبيل المثال.

## التحضير

### التبادل الفلزي
يمكن أن يتم التحضير بواسطة التبادل الفلزي، حيث يمكن تحضير ألكيل الصوديوم مثلاً من مركبات ثنائي ألكيل الزئبق، كما هو الحال في مركب ثنائي إيثيل الزئبق في تفاعل شوريغين:
C2H5)2Hg + 2 Na → 2 C2H5Na + Hg)

### نزع البروتون
بالنسبة لبعض المركبات العضوية الحمضية فإن مركبات الصوديوم الموافقة يحصل عليها عادة من تفاعل نزع البروتون. بالتالي فإن مركب حلقي بنتاديينيد الصوديوم يحضّر من معالجة فلز الصوديوم مع حلقي البنتاديين.
2Na + 2 C5H6 → 2 NaC5H5 + H2
وبشكل مشابه يتشكل مركب الأسيتيليد للصوديوم. عادة ما يتم استخدام قواعد الصوديوم القوية بدل استخدام الفلز مباشرة. فعلى سبيل المثال يحضّر مركب ميثيل سلفونيل ميثيليد الصوديوم من تفاعل هيدريد الصوديوم مع ثنائي ميثيل سلفوكسيد (DMSO).
CH3SOCH3 + NaH → CH3SOCH−
2Na+ + H2

### التبادل الفلزي الهالوجيني
يمكن أن يحضر تريتيل الصوديوم من التبادل الفلزي الهالوجيني.
Ph3CCl + 2 Na → Ph3CNa + NaCl

### طرق أخرى
يتفاعل الصوديوم مع الهيدروكربونات العطرية متعددة الحلقات بواسطة اختزال وحيد الإلكترون. فمع محاليل من النفثالين يشكل الصوديوم مركب نفثالينيد الصوديوم −[•Na+[C10H8 غامق اللون، والذي يتميز بنشاطه الكيميائي الكبير بسبب وجود جذر حر، فهو مختزل قوي:
−•[C10H8 + Na → Na+[C10H8

## التطبيقات
تعد تطبيقات مركبات الصوديوم العضوية محدودة بسبب المنافسة من مركبات الليثيوم العضوية المتوفرة تجارياً وذات الفعالية الكيميائية الأكثر مناسبة.